# Euthalia zichrina
Euthalia zichrina är en fjärilsart som beskrevs av Hans Fruhstorfer 1904. Euthalia zichrina ingår i släktet Euthalia och familjen praktfjärilar. Inga underarter finns listade i Catalogue of Life.